# Religioznawstwo

Symbole religijne

Religioznawstwo – zespół nauk o religii, których podejście – w odróżnieniu od teologii i od filozofii religii – charakteryzuje się empirycznym (antropologicznym, socjologicznym, historycznym, ekonomicznym) stosunkiem do przedmiotu badań. Często stosowana jest perspektywa porównawcza (fenomenologia religii).

## Narodziny i rozwój religioznawstwa
Religia od wieków była w centrum zainteresowania człowieka. Jednak do końca XIX wieku istniały w zasadzie tylko dwie nauki, które pozwalały na badawczą refleksję na ten temat. Pierwszą była teologia, czyli nauka o przedmiocie wiary stojąca na paradygmatycznym stanowisku prawdziwości danej wiary. Drugą była filozofia, zwłaszcza filozofia religii, która badała wierzenia z teoretycznego i metafizycznego wyłącznie punktu widzenia, głównie w perspektywie ontologii, etyki, filozofii człowieka czy teorii poznania. Wiek XVIII i Oświecenie wprowadziły w zagadnienie religii podejście antropocentryczne z jednej strony, oraz empiryczne z drugiej. Rozwój nauk humanistycznych i społecznych spowodował w drugiej połowie XIX wieku zaistnienie nowych refleksji o religii jako zjawisku dotyczące całej ludzkości. Refleksje te zrodzone na pograniczu filozofii i teologii, lecz z metodologią właściwą etnografii, historii czy socjologii w XX wieku uformowały poszczególne dziedziny religioznawstwa. Stąd silny charakter porównawczy metodologii nauk o religii, mocne zakorzenienie w etnografii i historii, oraz w cały system nauk pomocniczych antropologii.
W XX wieku powstało wiele szkół religioznawczych. Wielość ta wynika po części z różnic wagi poszczególnych metodologii i nauk humanistycznych i społecznych przyjętych przez konkretnych badaczy, oraz z uwarunkowania religijnego, ideowego bądź ideologicznego badaczy. W szczególności badacze marksistowscy, nacechowani skrajnym empiryzmem uzależnieni byli od paradygmatów marksizmu, co skompromitowało wyjątkowo szybko ich dokonania na tym polu. Należy zaznaczyć, że podział naukowców na religioznawców lub historyków, socjologów, antropologów, psychologów bądź etnologów nie jest łatwy i do końca celowy. Religioznawstwo było bowiem od swego zarania wielodyscyplinową nauką o religii, a zarazem próbą odpowiedzi na zagadnienia pozostające w polu zainteresowania zarówno historii, jak i socjologii, antropologii, psychologii czy etnologii.

## Religioznawstwo w Polsce
Początki religioznawstwa rozpoczęły się jeszcze przed I wojną światową głównie w badaniach etnograficznych. W latach dwudziestych i trzydziestych XX wieku zaistniały podejścia historyczne, socjologiczne, a nawet już psychologiczne. Czasy powojenne zahamowały wolny rozwój religioznawstwa. Z jednej strony marksizm dławił ewolucję zgodną z postępem badań i metodologią przyjętą w wolnym świecie, zwłaszcza w nadrzędnej kwestii stosunku do sacrum. Ukazujący się od 1958 rocznik Euhemer, obarczony był od początku silnym kolorytem marksistowskim. Z drugiej strony Katolicki Uniwersytet Lubelski, Akademia Teologii Katolickiej czy Chrześcijańska Akademia Teologiczna, mocno uwarunkowane teologicznie, nie przejawiały wielkiego zapału dla komparatystyki międzyreligijnej. Przez dłuższy czas jedyna pełna katedra religioznawcza znajdowała się na Uniwersytecie Jagiellońskim, a od 2010 roku istnieje podobna katedra na Uniwersytecie Gdańskim. Za ważne osiągnięcie polskiego religioznawstwa należy uznać przygotowanie na przełomie XX i XXI wieku i wydanie w Warszawie 9-tomowej Encyklopedii Religia (PWN) pod red. Tadeusza Gadacza i Bogusława Milerskiego.

## Obiekt badań
Nauki religioznawcze zajmują się badaniem religii jako ogólnoludzkiego zagadnienia istniejącego w różnych wymiarach człowieczeństwa i społeczności. Stąd zainteresowanie przede wszystkim sferą sacrum przez pryzmat jej ludzkiego doświadczenia. Badania religioznawcze oparły się na szeregu uniwersalnych pojęć fundamentalnych dla zrozumienia sedna religii, wśród których można wymienić:
| - Antropogonia - Bóg - Boskość - dusza - Funkcje religii - Geneza religii - Hierofania - Inicjacja - Kosmogonia - Kult - Magia | - Mit - Profanum - Przesąd - Sacrum - Symbol - Śmierć - Tabu - Teofania - Teogonia - Transcendencja - Zabobon |

## Wielcy religioznawcy

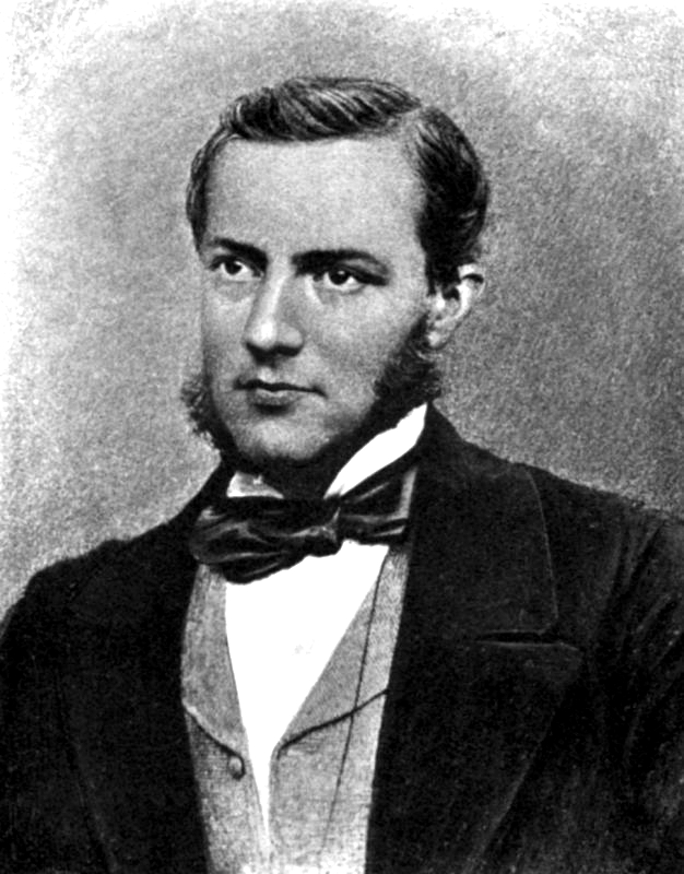
Friedrich Max Müller

- Friedrich Max Müller – główna postać początków religioznawstwa, postawił pierwsze kroki metodologiczne, stwierdzając, że religia towarzyszy wszystkim krokom człowieka, gdyż wynika z wszechobecnego doświadczenia sacrum. Zapoczątkował metodę porównawczą.
- Korneliusz Piotr Tiele – stworzył pierwszą katedrę uniwersytecką badań nad religią oraz wydał pierwszy podręcznik, postulował metodę historyczno-porównawczą.
- Edward Burnett Tylor – zapoczątkował szkołę ewolucjonistyczną, badając genezę i rozwój religii. Uchodzi za twórcę historii religii. Za nim wielu badaczy przyjmuje do dziś jednokierunkowy rozwój religii – od form pierwotnych do bardziej rozwiniętych.
- James George Frazer – wywarł znaczny wpływ na wczesne etapy współczesnych studiów nad mitologią i porównywaniem religii.
- Emile Durkheim – twórca szkoły socjologicznej, postulującej, że religia jest produktem relacji społecznych, silnie podkreślił opozycję sacrum – profanum.
- Rudolf Otto – prekursor podejścia fenomenologicznego do religii, zwrócił uwagę na psychologiczny aspekt doświadczenia sacrum, na połączenie grozy i fascynacji -- misterium tremendum et fascinans.
- Joachim Wach – uważał nauki o religii za niezależną dziedzinę badań, dzielącą z filozofią i teologią determinację poszukiwania prawdy i sedna, a z naukami humanistycznymi i społecznymi determinację funkcjonalną i opisową.
- Gerardus van der Leeuw – klasyk fenomenologii religii, analizował wspólne dla religii fenomeny: ofiarę, modlitwę, postać zbawiciela, mit. Współzałożyciel i pierwszy prezes międzynarodowej organizacji religioznawców IAHR.
- Mircea Eliade – wielki historyk religii, odrzucił metodologię badań negującą istnienie sacrum, czyli pozostawił jakby u progu religioznawstwa nauki humanistyczne i społeczne, zaznaczając, że sedno badań tkwi w sednie religii – sacrum. Wielki promotor podejścia fenomenologicznego, pragnącego odkryć istotę religii, niezależnie od uwarunkowania historycznego bądź kulturowego. Twórca koncepcji morfologii sacrum.
- Joseph Campbell – amerykański znawca mitologii, przyczynił się do popularyzacji tematyki religioznawczej zwłaszcza w Stanach Zjednoczonych. Obok Mircea Eliade zaliczany w religioznawstwie do nurtu tzw. analizy jungowskiej.

## Działy religioznawstwa
Religioznawstwo obejmuje siedem działów naukowych:
- etnologia religii
- fenomenologia religii
- geografia religii
- historia religii
- psychologia religii
- socjologia religii
- teoria religii

Zobacz też:
- antropologia religii